# Pisarzowa (przystanek kolejowy)
Pisarzowa – nieczynny przystanek kolejowy położony w Pisarzowej, w województwie małopolskim, w Polsce. Budynek dworcowy jest zamieszkany. Ok. 1996 r. Pisarzowa została zdegradowana ze stacji kolejowej na przystanek, zostały zlikwidowane tory boczne oraz sygnalizacja świetlna.